# 太極十三勢
太極十三勢，又名長拳十三勢，為太極拳中基本的八個方位打法和五種步法。涵蓋太極拳的「拳法」、「手、眼、身、步」及「心」法的要領。
太極十三勢：
掤、履、擠、按；採、挒、肘、靠，進、退、顧、盼、定。
- 四正：掤、履、擠、按。
- 四隅：採、挒、肘、靠。
- 五行：進、退、顧、盼、定。

## 文獻資料

### 《十三勢》
長拳者，如長江大海，滔滔不絕。十三勢者，掤、履、擠、按，採、列、肘、靠，此八卦也。進、退、顧、盼、定，此五行也。合而言之曰十三勢者。
掤履擠按，即坎離震兌，四方也。
採挒肘靠，即乾坤艮巽，四斜角也。
進退顧盼定，即火水木金土。

### 《十三勢行功歌訣》[4]
十三勢來莫輕視，命意源頭在腰際；變轉虛實須留意，氣徧身軀不少滞。

靜中觸動動猶靜，因敵變化示神奇；勢勢存心揆用意，得來不覺費工夫。

刻刻留心在腰間，腹內鬆淨氣騰然；尾閭中正神貫頂，滿身輕利頂頭懸。

仔細留心向推求，屈伸開合聽自由；入門引路須口授，功夫無息法自修。

若言體用何為準? 意氣君來骨肉臣；詳推用意終何在? 益壽延年不老春。

歌兮歌兮百四十，字字真切意無遺；若不向此推求去，枉費工夫貽嘆息。

### 《十三勢行功心解》
以心行氣，務令沈著，乃能收斂入骨。以氣運身，務令順遂，乃能便利從心。精神能提得起，則無遲重之虞，所謂頂頭懸也。意氣須換得靈，乃有圓活之趣，所謂變轉虛實也。發勁須沉著鬆淨，專主一方。立身須中正安舒，支撐八面。
行氣如九曲珠，無往不利（或無微不利）。運勁如百鍊鋼，何堅不摧。形如搏兔之鶻，神如捕鼠之貓。靜如山岳，動若江河。蓄勁如開弓，發勁如放箭。曲中求直，蓄而後發。力由脊發，步隨身換。收即是放，連而不斷。往復須有摺疊，進退須有轉換。極柔軟，然後極堅剛；能呼吸，然後能靈活。氣以直養而無害，勁以曲蓄而有餘。心為令，氣為旗，腰為纛。先求開展，後求緊湊，乃可臻於縝密矣。
又曰：彼不動，己不動；彼微動，己先動。似鬆非鬆，將展未展，勁斷意不斷。
又曰：先在心，後在身；腹鬆淨，氣斂入骨，神舒體靜，刻刻在心。切記一動無有不動，一靜無有不靜。牽動往來氣貼背，而斂入脊骨。內固精神，外示安逸。邁步如貓行，運勁如抽絲。全身意在精神，不在氣，在氣則滯。有氣者無力，養氣者純剛。氣如車輪，腰似車軸。

## 註解
1. ↑  嚴格而言該寫為「⿰ 扌履」，坊間有誤以為「捋」者 .   [2025-04-19]. （原始内容存档于2024-12-28）. .   [2025-04-19]. （原始内容存档于2025-04-07）.
2. ↑  亦作進步、退步、左顧、右盼、中定
3. ↑  .   [2014-05-19]. （原始内容存档于2015-08-12）.
4. 1 2  .   [2014-05-19]. （原始内容存档于2015-09-23）.
5. ↑  後天八卦方位與東南西北方位存在著一一對應的關係。
6. ↑  .   [2014-05-19]. （原始内容存档于2015-09-23）.
7. ↑  以五行方位，前進、後退、左顧、右盼、中定，火、水、木、金、土排列為宜，然文獻版本紛雜，排列不一。
8. ↑  掤、履、擠、按，採、列、肘、靠也有说法对应先天八卦。掤履擠按，四正对乾坤坎离；採挒肘靠，四隅对巽震兌艮。进退顾盼定对金木水火土。偏向玄學的理解。
9. ↑  氣遍身軀之謂